# Patrick Tosani
 (octobre 2008).
Patrick Tosani, né le 28 septembre 1954 à Boissy-l'Aillerie dans le Val-d'Oise, est un artiste français, photographe et plasticien. Il vit et travaille dans la Sarthe et à Paris. 

## Biographie
Patrick Tosani étudie l’architecture à Paris entre 1973 et 1979, puis se lance dans la photographie.  
Il enseigne à l'École nationale supérieure des beaux-arts de Paris de 2004 à 2019. 
Depuis une vingtaine d’années, il développe une pratique hors normes, travaille de manière sérielle et revendique l’emploi « des moyens les plus objectifs de la photographie : la précision, la frontalité des prises de vue, la netteté, la couleur, l’agrandissement » pour interroger la force de l’image. 
Les photographies de Patrick Tosani ont des thèmes assez banals et abordent généralement la notion de « fragment ». Il s’agit généralement d’objets manufacturés isolés (cuillères, talons, vêtements, niveaux, glaçons…) ou d’abstraction d’extrémités du corps humains (des têtes, pieds et ongles rongés). « Le geste essentiel de la photographie est d’isoler une petite partie du réel par le cadrage, et ce choix de cadrage est un choix de fragmentation. »
En partenariat avec le musée Nicéphore-Niépce, Patrick Tosani réalise – d’abord avec des enfants de l’école des Charreaux de Chalon-sur-Saône, puis avec des enfants palestiniens scolarisés à Damas, dans l’école de l’UNWRA – deux séries avec de véritables visages : « Regards » (2001) et « Territoires » (2002). Ceux-ci sont encadrés d’une sorte de chrysalide évanescente et colorée. « Mon objectif est de mettre en évidence une situation de mélange entre le corps et le vêtement par le phénomène de la couleur. Cette enveloppe autour du visage délimite aussi une sorte de territoire intérieur exploré par le modèle. (…) Cette question du regard serait une façon de transpercer l’apparence des visages, des corps, des objets. »

## Distinctions
- Chevalier de l'ordre national du Mérite (2019).

## Œuvres
- Volcan, 1982, Triptyque, photographies couleurs, 170 × 120 cm (chacune), Musée d'art de Toulon.
- Hauteville, 1983, photographie couleurs, 120 × 157 cm, Musée municipal de La Roche-sur-Yon

## Prix et récompense
- Prix Niépce, 1997

### Expositions personnelles
(Sélection) 
1983
- Galerie Liliane & Michel Durand-Dessert, Paris.

1985
- Galerie Liliane & Michel Durand-Dessert, Paris.

1986
- Takagi Gallery, Nagoya, Japon.

1987
- Institute of Contemporary Arts, Londres/Watershed, Bristol/ Cambridge Darkroom, Cambridge.
- Takagi Gallery, Nagoya, Japon.

1988
- Musée d’Art contemporain, Rochechouart.
- Galerie Liliane & Michel Durand-Dessert, Paris.

1990
- Galerie Reckermann, Cologne.

1991
- Magasin – Centre National d’Art Contemporain, Grenoble.
- Kunsthalle St. Gallen, St Gallen, Suisse.

1992
- Patrick Tosani Photographer, Art Institute of Chicago, Chicago.

1993
- Galerie Rodolphe Janssen, Bruxelles.
- Patrick Tosani, ARC-Musée d’Art Moderne de la Ville de Paris.

1994
- Palais des Beaux-Arts, Charleroi.
- Mizuma Art Gallery, Tokyo.
- Imura Art Gallery, Kyoto.

1995
- Galerie Reckermann, Cologne.
- Gallery One, Tokyo.
- Centre d’Art Contemporain Le Parvis 3, Pau.
- Centre d’Art Contemporain, Saint-Priest.

1997
- Museum Folkwang, Essen. Cat.

1998
- Centre national de la photographie, Paris.
- Galerie Liliane & Michel Durand-Dessert, Paris.
- Zabriskie Gallery, New York
- Musée Nicéphore-Niépce, Chalon-sur-Saône.

1999
- Galerie d’Art et de Recherche, Roubaix
- Mizuma Art Gallery, Tokyo.

2000
- Zabriskie Gallery, New York.
- Galeria Forum,ag Tarrona.
- Galerie de Expeditie, Amsterdam.

2001
- Galerie Edward Mitterand, Genève
- Galeria Visor, Valencia
- Le Capitole, Rencontres Internationales de la Photographie, Arles

2002
- Château des Adhémar, Centre d’art contemporain, Montélimar.
- Parcours urbain, Chalon-sur-Saône.
- Galerie Edward Mitterand, Genève.
- Galerie Emmanuel Perrotin, Paris.

2003
- Centre culturel français, Damas.

2004
- Zones, Galerie Erna Hecey, Luxembourg.
- Au-devant des images, Fonds régional d'art contemporain des Pays de la Loire, Carquefou.
- Métamorphoses du Réel, Encontros da Imagem, Braga

2005
- Face à face, Le Triangle, Rennes.
- Vies à vies, portrait de ville, Romanes, Biennale d'Art Contemporain de Melle.

2008
- L'Espal, scène conventionnée, Le Mans.
- Nuits Blanches, Galerie Saint-Séverin, Paris.

2007
- Le corps du sol, Galerie Claudine Papillon, Paris.

2012
- Patrick Tosani, L'image construite, Musée Sainte-Croix, Maison de l'Architecture de Poitou-Charentes, Ecole des Beaux-arts, Poitiers.
- Patrick Tosani, Prises d'air, In Situ - fabienne leclerc, Paris.
- Galerie Octave Cowbell, Metz.
- Patrick Tosani, In Situ - fabienne leclerc, Paris.
- Patrick Tosani, Oeuvres 1980-2011, Maison européenne de la photographie, Paris.
- Assemblages, Centre photographique de l'île-de-France, Pontault-Combaut.

2014
- Patrick Tosani, Beaux- Arts Tours Angers Le Mans.
- Avers et revers sensible, Topographie de l'art, Paris.
- Changement d'états, commissariat François Cheval, Pavillon populaire, Montpellier.

2016
- Images construites, Théâtre de la Photographie et de l'Image, Nice.
- La Forme Delle Cose, Museo Fotografia Contemporanea, Milan, Italie.

2017
- P.L.A.N.È.T.E.S.[3]Galerie In Situ, Paris.

2018
Prises d'air, Le Portique, Le Havre.
2019
- Contrepoint contemporain / Tosani. Reflets et transpercements, Musée de l'Orangerie, Paris[4].
- Patrick Tosani : Les Corps du sol, Cité Musicale Metz, Metz.

2022
- Introspective, Château de Montsoreau-Musée d'art contemporain, Montsoreau[5].

### Expositions collectives
(Sélection)
1983
- 1re Biennale d’Art Contemporain, Tours

1984
- Premiers Ateliers internationaux des Pays de Loire, abbaye royale de Fontevraud, Fonds régional d'art contemporain des Pays de la Loire.

1985
- Photographies contemporaines en France, Musée national d’Art moderne, Centre national d'art et de culture Georges-Pompidou, Paris
- Identités, Centre national de la photographie, Palais de Tokyo, Paris.

1986
- Constructions et fictions , Institut français de Naples ; Musée de la Photographie, Charleroi ".
- Angles of vision : French Art Today, Solomon R. Guggenheim Museum, New York.
- Le Fragment et le Hérisson, Musée de l’Abbaye Sainte-Croix, Les Sables-d'Olonne.

1988
- Another Objectivity, I.C.A, Londres.

1989
- Vanishing Presence, Walker Art Center, Minneapolis.
- Reflexion, Museum Fridericianum, Cassel.
- Une autre objectivité, Centre national des arts plastiques, Paris.
- The big Picture, Rena Bransten Gallery, San Francisco.
- L’invention d’un art, Musée national d’Art moderne, Centre national d'art et de culture Georges-Pompidou, Paris.
- Photo-Kunst, Graphische Sammlung Staatsgalerie, Stuttgart.

1990
- Régions de dissemblance, Musée départemental d’art contemporain, Rochechouart.
- To be and not to be, Centro de Arte Santa Monica, Barcelone.
- XLIV Biennale de Venise, Mostra Aperto’90.
- Images in Transition, Musée d’art moderne de Kyoto / Musée d’art moderne de Tokyo.

1991
- Vom Vershwinden der Dinge aus der Fotografie, Museum Moderner Kunst, Palais Liechtenstein, Vienne.
- Anni Novanta, Galleria d’Arte Moderna, Bologne.
- Kunst Europa, Reutlingen.
- A Dialogue about Recent American and European Photography, The Museum of Contemporary Art, Los Angeles.
- Collin-Thiébaut, Boltanski, Lavier, Tosani, Verjux, Galerie Liliane & Michel Durand Dessert, Paris

1992
- Sculpturen-Fragmente Internationale Fotoarbeiten der 90er Jahre, Wiener Secession, Vienne.
- Caisse des Dépôts et Consignations, Acquisitions 1989-1991, 56 rue Jacob, Paris.
- A visage découvert, Fondation Cartier, Jouy-en-Josas.
- La Question de l’image, Musée des beaux-arts André-Malraux, Le Havre.

1993
- Histoire de voir, Château de Villeneuve/ Fondation Emile Hugues, Vence.
- L’Ivresse du réel, Carré d'art, Musée d’Art contemporain, Nîmes.
- L’Image dans le Tapis, Cercle de l’Arsenal, Venise.
- Impressions multiples. Collection Caisse des Dépôts, Centre culturel du Conde Duque, Madrid.

1994
- La Ville, Musée national d'Art moderne, Centre national d'art et de culture Georges-Pompidou, Paris.
- Photographies, Galerie Rodolphe Janssen, Bruxelles.
- Le printemps de Cahors, Chantrerie, Cahors.
- La chair promise, Musée de l'Abbaye Sainte-Croix, Les Sables-d'Olonne.
- Les Collectionneurs – Le retour, Musée d’Art contemporain, Marseille.
- Collection de la Fondation Cartier, National Museum of Contemporary Art, Séoul.
- L’Art du portrait aux XIXe et XXe siècles en France, Museum of Modern Art, Akita.

1995
- Moholy-Nagy and Present Company, Art Institute of Chicago, Chicago.
- Images-Objets , Collection du FRAC Lorraine, Vandœuvre.
- L’homme photographié, Centre d'Art Contemporain, Meymac.
- 45° Nord & Longitude 0, (5 parcours), Collection CAPC musée d'art contemporain de Bordeaux.
- Réalité décalée, œuvres de la collection du Frac Bretagne, Galerie du Théâtre national de Bretagne, Rennes.
- Morceaux choisis du Fonds national d’Art contemporain, Le Magasin – Centre national d'art contemporain, Grenoble.
- Soyons sérieux… Point de vue sur l’art des années 1980 et 1990 à travers les collections des Fonds régionaux d’art contemporain, Musée d’Art moderne, Villeneuve-d'Ascq.

1996
- Artistes français de A à Z, Galerie Gabrielle Maubrie, Paris.
- Passions privées, Collections particulières d’art moderne et contemporain en France, Musée d'Art moderne de la ville de Paris.
- Collections, Collection, Musée d’Art moderne, Saint-Étienne.
- L'art et la mesure, Musée de la Chartreuse, Douai
- Une aventure contemporaine. La photographie 1955-1995, Maison européenne de la photographie, Paris.
- La Photographie contemporaine en France. 10 ans d’acquisitions, Musée national d'Art moderne, Centre national d'art et de culture Georges-Pompidou, Paris.

1997
- Images, Objets, Scènes, quelques aspects de l’art en France depuis 1978, Magasin - Centre National d’Art Contemporain, Grenoble.
- Les Lieux du Non-Lieu, Künstlerwerkstatt Lothringer Strasse 13, Munich.
- 2e Biennale Internationale de Photographie de Tokyo, Tokyo Metropolitan Museum of Photography, Tokyo.

1998
- La Collection, Fondation Cartier pour l'art contemporain, Paris.
- Canal du Nord, Galerie Fotomania, Rotterdam.
- Dissin’ the real,  Lombard-Fried Gallery, New York.
- Love boat-collection, Musée départemental d’Art contemporain, Rochechouart.
- Le corps en perspective, Galerie Liliane & Michel Durant-Dessert, Paris.
- Dessin’the real, Galerie Krinzinger, Vienne.
- Le donné, le fictif, Centre national de la photographie, Paris.
- La photographie sort de sa réserve, Musée de Toulon, Toulon.
- Zeitgenössische Fotokunst aus Frankreich, Neuer Berliner Kunstverein, Berlin ; a circulé à Städtische Galerie, Göppingen puis en 1999 au Städtisches Museum, Zwickau et Hallescher Kunstverein, Halle.

1999
- Tomorrow Forever- Photography as a Ruin, Kunsthalle, Krems.
- Encontros da imagem, Museu D. Diogo de Sousa, Braga.
- The big picture, Middlebury College Museum of Art, Middlebury, Vermont.
- Le temps libre, Courant d’Art, Deauville.
- Dards d’Art ; Mouches, moustiques… Modernité, Musée Réattu, Arles.
- Silent Presence : Contemporary Still-Life Photography, Staatliche Kunsthalle Baden-Baden.
- L’occidente Imperfetto, VIIIe Biennale Internazionale di Fotografia, Palazzo Bricherasio, Torino.
- Le siècle du corps : Photographie 1900-2000, Culturgest, Lisbonne.
- Ghost it the Shell : Photography and the Human Soul 1850-2000, Los Angeles County Museum of Art, Los Angeles.
- Le corps évanoui, les images subites, Musée de l'Élysée, Lausanne.
- Faces, Maison de la Culture, Namur.

2000
- Le siècle du corps : Photographie 1900-2000, Musée de l'Élysée, Lausanne.
- Vision Machine, Musée des Arts, Nantes.
- Dédales, Maison de la culture, Amiens.
- French Collection : Photographs from the Maison Européenne, Paris 80-00, Barbican Centre, Londres.
- Proun Neuesmuseum, Nuremberg.
- Les trahisons du modèle, Semaines Européennes de l’Image, Galerie Erna Hécey, Luxembourg.
- Et comme l’espérance est violente… , FRAC des Pays de Loire, Carquefou.
- Photopolis, Kanal 20, Bruxelles
- Photographies/Histoires parallèles, Collection du musée Nicéphore-Niépce, Chalon-sur-Saône

2001
- Kunst Europa 2000, Milano
- Images au centre 01, Chambord, Fougères-sur-Bièvres.
- Regards croisés, Musée d’art contemporain, Montréal.
- Accrochage, Galerie Emmanuel Perrotin, Paris.
- Things to come, Galerie Erna Hécey, Luxembourg.

2002
- Le cirque en majesté, Abbaye de Montmajour.
- 4e Photobiennale 2002, Moscou.
- Das zweite gesicht, metamorphosen des fotografischen porträts, Deutsches Museum, München.
- Le portrait s’envisage…, Centre d’art de l’Yonne, Château de Tanlay.
- Objets de réflexion, Le Plateau, Paris.
- Parole de peau, Musée de la civilisation, Québec.
- La fabrication du réel, Maison Hongroise de la Photographie, Budapest.

2003
- Parcours de choix, collection du Frac Lorraine, Arsenal, Metz.
- Collection, Frac Basse-Normandie, Caen.
- A corps perdu, La Chapelle des Calvairiennes, Mayenne.
- Le Grand Tour, Musée Nicéphore-Niépce, Chalon-sur-Saône.
- Transfigurations, Galerie Stepanska, Institut Français, Prague.
- Brèves apparitions, Palais Delphinal, Saint Donat.
- L’objet et le Regard, Galerie de Expeditie, Amsterdam.
- Warum !, Martin Gropius Bau, Berlin.
- Made in Paris, Collection de la MEP, David Gill Gallery, Londres.
- Fables de l’identité, Centre national de la photographie, Paris.
- Trésors Publics, 20 ans de création dans les Fonds régionaux d’art contemporain, Musée des Beaux-Arts, Nantes.
- Brèves révélations, Centre d’art sacré contemporain, Pontmain.
- Ré-invention de la collection du Frac Corse, Couvent de Morsiglia.
- Pour de vrai, Images au Centre, Château de Tours.
- Cara a Cara, Culturgest, Lisbonne.
- Le pire est à venir - Images contemporaines du monde, sélection du musée Niépce, Musée Nicéphore-Niépce, Chalon-sur-Saône.
- Regarde, il neige (schizogéographie de la vie quotidienne), Centre national d’art et du paysage, Vassivière.

2004
- Je t’envisage- La disparition du portrait, Musée de l'Élysée, Lausanne
- About Face, Photography and the Death of the Portrait, Hayward Gallery, London.
- En piste !, le cirque en images dans les collections du Fonds national d'art contemporain, Centre photographique d'Île-de-France, Pontault-Combault.
- L'Art au Futur Antérieur, galerie Durand-Dessert 1975-2004, Musée de Grenoble.
- L'état des choses, Musée d'Art Contemporain de Vigo.
- Collection Frac Île-de-France, Musée d'Art de Lima(Pérou). Exposition itinérante : Centre culturel Mucana 100, Santiago du Chili.

2022
- Introspective, Château de Montsoreau - Musée d'art contemporain, Montsoreau[5].

## Publications
Quelques œuvres : 
- « Abeilles », 1984
- « Surfaces », 1984
- « Pluies », 1986
- « Talons », 1987
- « Bouchées », 1992
- « Sols », 1993
- « Corps du dessous », 1996
- « Chaussures de lait », 2002
- « Damas », 2002
- « Territoires », 2002

#### Presse
1982
- Jean de Loisy, « Patrick Tosani, photographe de glaçons », art press no 67, février 82, p. 35.

1983
- Bernard Blistène, « Patrick Tosani, Galerie Durand-Dessert », Flash Art (éd. française), no 1, automne 83, p. 46.

1987
- Régis Durand, « Photographies, événements de l’espace », art press no 113, avril 87, p. 28/29

1988
- CaAndré Rouillé et Mona Thomas, « Patrick Tosani : la photographie mise en image » Politis, no 18, mai 1988, p. 53/55.
- Claude Bouyeure, « Patrick Tosani », Opus International, no 111, nov./déc. 1988, p. 50/51.

1989
- Catherine Francblin, « Les assomptions de Patrick Tosani », art press, no 133, fév89, p. 34/36
- Mona Thomas et Michel Frizot, « Tosani, le brouillage des certitudes », Beaux Arts magazine, no 67, avril 89, p. 84/89.

1990
- Joseph Simas, « Still in time, the photographs of P. Tosani », Arts Magazine, déc. 1990, p. 68/71

1992
- Alan G. Artner, " Larger than life ", The Chicago Tribune, 10 mai.
- Abigail Foerstner, " Tosani turns the familiar into a magical experience ", The Chicago Tribune, 15 mai.

1994
- Lieven van den Abeele, " Tosani maakt kruinen tot beelden ", De Standaard, 3 mars.

1998
- Pascal Beausse, " Contours et enveloppe du corps ", (entretien), Le Journal, no 4, mars 98, p. 4/5, Centre national de la photographie.
- Jean-Marc Huitorel, « Zones de contacts », (entretien), art press, no 236, juin 98, p. 20/25.

2001
- Armelle Canitrot, « De l’aveuglement », revue pour " Voir ", no 8, janvier 2001, p. 75/78
- Carl Aigner, « 10 jahre Eikon », revue EIKON, no 36/37, couverture et p. 93

2002
- Jacinto Lageira, Beaux-Arts Magazine, no 220, p. 58/63.
- Nicolas Thély, Paroles d’artiste,(entretien), Le Journal des Arts, no 156, octobre 2002, p. 12.

2003
- Soko Phay-Valakis, (artabsolument), no 4,mars 2003, p. 36 à 41.
- Courrier international « Besoin d’art! », no 686-6872004
- Elias Sanbar, Les Palestiniens, Éditions Hazan, p. 376-377.
- Michel Poivert, Entretien avec Patrick Tosani, Le Bulletin, no 18, Société française de photographie.

2004
- Bénédicte Ramade, Manou Farine, Entretien France Culture Ultracontemporain 17/04/04
- Entretien transcrit dans le livre Au-devant des Images.
- Rubrique En mouvement, l’Œil, no 73, juin 2004.
- A. D.,Tosani sous le masque, Connaissance des arts, no 616, mai 2004

#### Catalogues / Livres
1983
- Catalogue « Patrick Tosani », texte de Jean de Loisy « Écrire le temps », exposition Palais de la Bourse, Nantes.

1985
- Livre d’artiste " Portraits ", exposition Galerie Durand-Dessert, Paris.

1987
- Catalogue « Patrick Tosani », texte de Patrick Tosani, exposition Fondation nationale de la photographie, Lyon

1988
- Catalogue « Patrick Tosani », textes de Guy Tosatto " Reflets et Mélancolie ", Jean-François Chevrier " Le modèle encyclopédique ", Jean de Loisy " L’hypothèse d’une image nécessaire ", exposition Musée départemental d’Art contemporain de Rochechouart.
- Catalogue " Another Objectivity ", préface d’Iwona Blazwick, texte de James Lingwood et Jean-François Chevrier " Specific Pictures ", exposition " Another Objectivity ", Institute of Contemporary Arts, Londres.

1989
- Catalogue " Une autre Objectivité- Another Objectivity ", Édition Idea Books, 1989, Milan, entretien de J-F. Chevrier avec P. Tosani " Interview 7/01/89 ". Exposition Centre national des Arts plastiques, Paris et Centro per l’Arte Contemporanea Luigi Pecci, Prato.

1991
- Catalogue Patrick Tosani, texte d’Adelina von Fürstenberg, J-F. Chevrier (entretien), exposition Magasin Centre National d’Art Contemporain, Grenoble.
- Philippe Piguet, Niveaux, publication de la Mission Mécénat de la Caisse des Dépôts et Consignations, Programme Art et Architecture, Paris.

1992
- Catalogue Patrick Tosani: texte de Sylvia Wolf Patrick Tosani Photographer, entretien S. Wolf- P. Tosani, exposition The Art Institute of Chicago, Chicago.

1993
- Catalogue Patrick Tosani, préface de Laurence Bossé, texte de Laurent Busine, texte de J-F. Chevrier Les choses : le corps, exposition ARC- Musée d’Art moderne de la Ville de Paris puis Palais des Beaux-Arts, Charleroi.
- Catalogue " Konfrontationen ", texte de Lorand Hegyi, p. 236/237, Museum Moderner Kunst Stifftung Ludwig, Vienne.

1994
- Michel Frizot, Nouvelle histoire de la photographie, p. 720/724, Ed. Bordas, Paris

1995
- Catalogue Ongles, texte de Patrick Tosani, exposition Centre d’Art contemporain de Saint-Priest.

1996
- CD-ROM, La jeune création en France, Mnam-Cci-Afaa, Paris.
- CD-ROM, Photographie française. Parcours contemporain, Interactive Fiction.

1997
- Livre, Patrick Tosani, texte de Gilles A. Tiberghien, Éditions Hazan, Paris.
- Catalogue Patrick Tosani, préface de Ute Eskildsen, texte de Herta Wolf Tautologien und varietäten, exposition Museum Folkwang, Essen.

1998
- Publication Patrick Tosani, texte de Herta Wolf Tautologies et variétés (traduit par C. Wermester), exposition Musée Nicéphore Niépce, Chalon-sur-Saône.

2000
- La Nature morte, p. 52, texte d’Anne-Marie Garat, coll. « Photo Poche », Nathan.
- Le Siècle du corps, p. 197, texte de William A. Ewing, Éditions de La Martinière
- Le Musée de la photo, p. 457, texte de Ian Jeffrey, Éditions Phaidon

2001
- Christian Bouqueret, Histoire de la photographie en images, Éditions Marval, p. 179
- Livre, Masques, texte de Patrick Tosani, Éditions du Regard, Paris.

2002
- Bernard Blistène, Une histoire de l’art du XXe siècle, coédition Beaux-arts magazine/Centre Pompidou, p. 212.
- Christian Gattinoni, Yannick Vigouroux, La Photographie contemporaine, Éditions Scala, p. 46/47/48
- Livre : Quand Tosani photographie, texte de Nadine Coleno, Éditions du Regard, SCEREN-CNDP.

2003
- Damien Sausset, l’ABCdaire de l’Art contemporain, Éditions Flammarion, p. 96.
- Michel Poivert, La Photographie contemporaine, Éditions Flammarion, p. 102-108.
- Fotografische Sammlung im Museum Folkwang, p. 232 et 267, texte de Reinhard Braun, Éditions Steidl, Essen.
- Elias Sanbar, Les Palestiniens, Éditions Hazan, p. 376-377.
- Jacinto Lageira, Les Choses humaines, Éditions MéMo/Frac des Pays de la Loire,

Livre : Au-devant des images.
2022
- Champ intérieur, Champ extérieur, Editions Château de Montsoreau - Musée d'art contemporain.